# Gesetzeslücke
Der Begriff Gesetzeslücke (auch Rechtslücke, im Strafrecht, Strafbarkeitslücke, im Steuerrecht begegnet das Schlagwort Steuerschlupfloch) ist Bestandteil rechtspolitischer Diskussionen, ist politisches Schlagwort, vornehmlich aber rechtstheoretischer Bestandteil der juristischen Methodenlehre. In der Rechtswissenschaft beschreibt er eine Konstellation, in welcher der Gesetzgeber einen Fall nicht geregelt hat, den er erkennbar geregelt hätte, hätte er die Regelungsbedürftigkeit erkannt. Claus-Wilhelm Canaris unterscheidet den Begriff der Gesetzeslücke in zweifacher Hinsicht. Er sieht sie im allgemeinen Sprachgebrauch zum einen als „planwidrige Unvollständigkeit“ positiven Rechts, zum anderen als besondere juristische Aufgabe zur Füllung und damit als Voraussetzung der Rechtsfindung außerhalb des Gesetzes, praeter legem (Ergänzung des Gesetzes). Gemessen am Leitbild der gesamten geltenden Rechtsordnung, der ratio legis, hat „jeder juristische Begriff, ebenso also der Lückenbegriff, der Anwendung des Rechts zu dienen“.
Da der Gesetzgeber künftige Konfliktfälle aufgrund der Vielgestaltigkeit der Lebensverhältnisse und ihres beständigen Wandels nicht vorhersehen kann, muss er Gesetzeslücken in Kauf nehmen. Er hat dabei allerdings Grenzen zu ziehen. Nicht in Zweifel gezogene Auslegungsmöglichkeiten bestehender Gesetze sind einerseits heranzuziehen, gemeint ist die gleichartige Behandlung rechtsähnlicher Tatbestände (secundum legem), andererseits darf er keine rechtsmissbräuchliche, mithin gesetzesfeindliche und deshalb unzulässige, Rechtsfindung dartun; eine Zweifel erzeugende Auslegung wäre ein Verstoß gegen das Gesetz, er handelte contra legem.

## Lückenfeststellung und Lückenschließung
Eine Gesetzeslücke zeigt sich, wenn man den Regelungsbedarf dem bestehenden Gesetzesrecht gegenüberstellt. Eine ausfüllungsbedürftige Gesetzeslücke besteht also dann, wenn ein Rechtsproblem im Gesetz nicht oder nicht so geregelt ist, wie man es bei richtiger Anwendung der Auslegungsgrundsätze der Methodenlehre erwarten würde. Da die gesetzlichen Werte von Anordnungen regelhaft positiv formuliert sind, liegt die Abgrenzung zur Lücke vordergründig in der sprachlichen Auslegung im Wortsinn. Auch bietet sich allerdings die teleologische Auslegung an, die davon ausgeht, dass hinter einer Anordnung die Wertung des Gesetzes steht. Dieser Auslegungsform wird häufig sogar der Vorrang eingeräumt. Lücken können demnach dort identifiziert werden, wo eine gesetzliche Wertung nicht (zweifelsfrei) möglich ist.
Soweit die Ausfüllung einer Gesetzeslücke an den Auslegungskriterien scheitert, weil sie ihnen nicht gerecht werden kann, kann letztlich die Rechtsfortbildung weiterhelfen, etwa in dem Sinne, dass die Ergänzung des Gesetzes bei Vorliegen eines „unabweisbaren Bedürfnisses“ erforderlich ist oder die Rechtsidee ansonsten Schaden nähme. Ein Beispiel für die Bildung eines neuen Rechtsinstituts ist die sogenannte fehlerhafte Gesellschaft im deutschen Gesellschaftsrecht oder vor der heutigen gesetzlichen Fixierung in § 280 Abs. 1 BGB die positive Vertragsverletzung, die sich als planwidrige Unvollständigkeit des Gesetzes darstellen und deren Hervorstellung eine Rechtfertigung des vom Gesetzgeber freigelassenen Raums für die Rechtsprechung bilden. Eine Rechtsfindung praeter legem kennzeichnet sich einerseits durch die Befugnis des Richters, über die Anordnungen des positiven Rechts hinausgehen zu dürfen. Andererseits ist der Richter an Gesetz und Recht (Art. 20 Abs. 3 GG) gebunden. Er findet die Grenzen dort, wo contra legem judiziert würde, er also gegen Anordnungen oder Wertungen des geltenden Rechts verstieße.
Keine Lücken liegen vor, wenn das Gesetz selbst auf entsprechende Anwendungen von Normen verweist, es wird in diesem Zusammenhang von Verweisungsanalogien gesprochen. Wenn im Rücktrittsrecht § 347 BGB auf die §§ 987 ff. BGB zur Abfolge der Rückabwicklung verweist, liegt eine Rechtsfolgenverweisung kraft Gesetzes vor, nicht etwa eine Lücke. Selbiges gilt, wenn ein unbestimmter Rechtsbegriff wie „in ähnlichen Fällen“ verwendet wird. Die Analogie ergänzt dann eine Lücke, die sich nicht aus der positiv-rechtlichen Regelung ergibt, sondern aus dem Gleichheitssatz, will heißen, dass Sinn und Zweck des Gesetzes es bereits bei der Feststellung einer Lücke gebieten, die Ergänzung in der Weise vorzunehmen, dass „gleichartige Tatbestande gleich“ und „ungleiche Tatbestande verschieden“ zu behandeln seien. In diesem Sinne fordere die Rechtsidee einer werteorientierten Rechtsordnung, die ratio legis, eine entsprechende Regelung sogar immanent. Auch für Gewohnheitsrecht gilt, dass die Annahme von Lücken grundsätzlich auszuschließen ist, was auch für bewusst „rechtsfrei gehaltene Räume“ gilt, die nach Ansicht des Gesetzgebers Konventionen zwar brechen können, aber keiner Regelung bedürfen. Der Gesetzgeber interessiert sich nicht dafür, ob eine Verabredung zu einem Theaterbesuch eingehalten wird, oder der Jüngere den Älteren zuerst grüßt. Fälle gesetzlichen Schweigens, auch die daraus gezogenen Schlussfolgerungen, können im Falle eines nachweislichen Umkehrschlusses, ein solcher ist auslegungsfeindlich, nicht ermöglichen, dass eine Lücke identifiziert ist.
Die Feststellung von Lücken und die Ausfüllung von Lücken können getrennt voneinander verlaufende Vorgänge sein, sind dies aber nicht zwingend. Vielmehr ist nach Canaris zu unterscheiden: soweit gesetzliche Lücken bestünden (Planwidrigkeit), sei davon auszugehen, dass die Feststellung einer Lücke und deren Schließung verschiedenen gedanklichen Prozessen folgten. Den Gesetzgeber treffe ein Rechtsverweigerungsverbot, das der Lücke mit irgendeiner Regelung Rechnung zollen müsse. Analogien dienten dann ausschließlich der Lückenausfüllung – als eines unter mehreren theoretisch denkbaren – Ausfüllungsmitteln. Kämen teleologisch zu schließende Lücken in Betracht, koinzidierten Lückenfeststellung und Lückenausfüllung regelmäßig, verschmölzen zu einer deckungsgleichen Einheit aufgrund des verwendeten Gleichheitssatzes und der Vorgaben von Ziel- und Zweckgebung einer Werteordnung (ratio legis). Das genau dahinter stehende Erfordernis sei, an eine ganz bestimmte Regelung zu appellieren.

## Umgang mit Lücken
Die Gesetzgebungskompetenz liegt bei der Legislative. Häufig wird auf Gesetzeslücken erst die Rechtsprechung aufmerksam, der die Kompetenz zur Schließung von Lücken eingeräumt ist. Ebenso wie der Gesetzgeber, hat sich die Rechtsprechung der grundsätzlichen Aufgabe zu stellen, geltendes Recht und Gesetz zu beachten. Der Richter hat den oben bereits genannten Grundsatz, dass wesentlich Gleiches gleich, wesentlich Ungleiches ungleich zu behandeln sei, stets zu beachten, sofern der Gesetzeswortlaut selbst keine Antwort gibt, aber die Vergleichsbehandlung mit einem gesetzlich geregelten Fall möglich ist.
Mitunter kann durch die Rechtsprechung eine Gesetzeslücke sogar gegen den eigentlichen Gesetzeswillen (contra legem) geschlossen werden. Zum Beispiel war entgegen dem Wortlaut des § 400 BGB „… diese Möglichkeit unter Beachtung aller Vorsicht, die eine solche abändernde, aber zweckgetreue Einschränkung einer Verbotsnorm erfordert, zu bejahen, weil sonst der vom Gesetz verfolgte Zweck, den Rentenberechtigten zu schützen, in sein Gegenteil verkehrt würde“. In Fällen, in denen die Rechtssicherheit vorgeht, gilt dies jedoch nicht. So ist es verfassungsrechtlich unzulässig, den Anwendungsbereich einer Strafnorm über ihren eigentlichen Wortsinn zu Lasten des Täters auszudehnen (Verbot strafbegründender und strafschärfender Analogie; ungenau: Analogieverbot): Art. 103 Abs. 2 GG verbietet, Straftatbestände durch Analogie zu begründen oder zu verschärfen. Insoweit ist jede tatbestandserweiternde Interpretation, die über den möglichen Wortsinn hinausgeht, unzulässig.
Das Bestimmtheitsgebot verpflichtet den Gesetzgeber, die Voraussetzungen der Strafbarkeit so genau zu umschreiben, dass Tragweite und Anwendungsbereich der Straftatbestände für den Normadressaten schon aus dem Gesetz selbst zu erkennen sind und sich durch Auslegung ermitteln und konkretisieren lassen. Das an den Gesetzgeber gerichtete Bestimmtheitsgebot korrespondiert nicht nur mit dem an die Rechtsprechung gerichteten Analogieverbot, sondern auch mit einem Rückwirkungsverbot: Ist eine Tat zum Tatzeitpunkt nicht ausdrücklich strafbar gewesen, so kann sie nicht bestraft werden.
Gleiches gilt, wenn der Gesetzgeber durch eine enumerative Aufzählung zu erkennen gegeben hat, dass er eine Ausdehnung des Anwendungsbereichs auf ähnliche, nicht genannte Fälle nicht zulässt („enumeratio ergo limitatio“).